# Arnac-Pompadour
 Arnac-Pompadour  (en occitano Arnac Pompador) es una comuna y población de Francia, en la región de Lemosín, departamento de Corrèze, en el distrito de Brive-la-Gaillarde y cantón de Lubersac.
Su población en el censo de 2008 era de 1245 habitantes.
Está integrada en la Communauté de communes du Pays de Pompadour, de la que es la mayor población.

## Demografía
| 1272 | 1359 | 1441 | 1467 | 1444 | 1339 | 1245 |
| Para los censos de 1962 a 1999 la población legal corresponde a la población sin duplicidades (Fuente: INSEE [Consultar]) |      |      |      |      |      |      |